# Lamprocystis fastigata
Lamprocystis fastigata es una especie de molusco gasterópodo de la familia Euconulidae en el orden de los Stylommatophora.

## Distribución geográfica
Es endémica de Guam e Islas Marianas del Norte.